# Крунич, Александра
Александра Братиславовна Крунич (серб. Александра Крунић; родилась 15 марта 1993 года в Москве, Россия) — сербская теннисистка; финалистка одного турнира Большого шлема в парном разряде (Открытый чемпионат Франции-2025); финалистка Кубка Федерации (2012) в составе национальной сборной Сербии; победительница восьми турниров WTA (один — в одиночном разряде); финалистка одного юниорского турнира Большого шлема в парном разряде (Открытый чемпионат Австралии-2009).

## Биография
Одна из двух детей сербов Братислава и Иваны Крунич; её сестру зовут Анастасия. Начала заниматься теннисом в семь лет в профильном клубе спортивного общества «Спартак». Ныне одной из тренировочных площадок Крунич также является белградский ТК «Црвена Звезда».
Любимое покрытие — грунт. Любимый удар — укороченный. Кумиры детства — Ким Клейстерс и Мэри Пирс. Любимый турнир Большого шлема — Открытый чемпионат Австралии.

## Спортивная карьера

### Начало карьеры
Юниорские годы

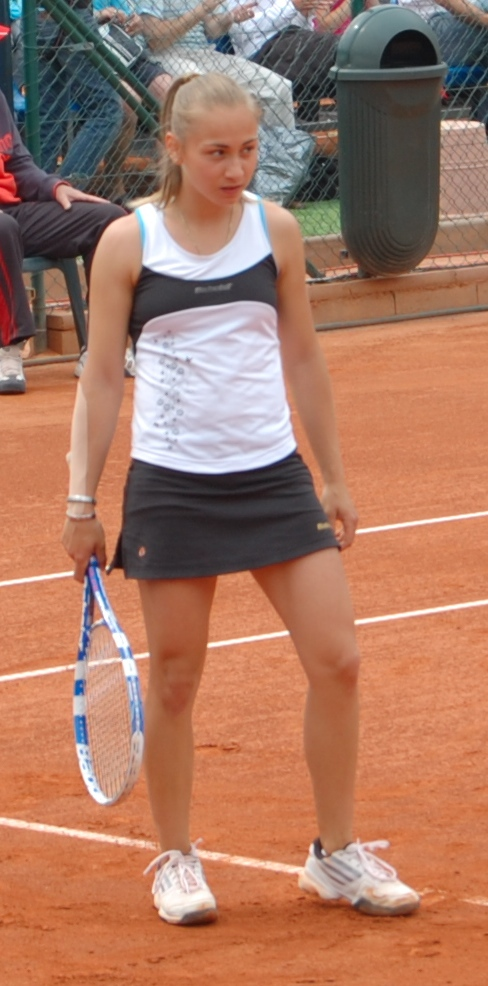
на турнире в Праге 2011 года

В юниорском туре ITF Крунич стала выступать с 2007 года. Пик результатов пришёлся на 2009 год, когда она сначала дошла до финала парного турнира Открытом чемпионате Австралии, где вместе с Сандрой Заневской уступила Кристине Макхейл и Айле Томлянович, а позже сыграла в полуфинале одиночного соревнования высшей категории в Бразилии и финале аналогичного приза в Италии, где переиграв ту же Томлянович уступила титул Слоан Стивенс. В юниорском рейтинге она максимально поднималась на 17-ю строчку, а в сентябре 2009 года сыграла последний турнир на юниорском уровне.
Начало взрослой карьеры
В 2008 году провела три своих дебютных турнира на взрослом уровне и сходу выиграла титул на первом из них. Год спустя Крунич стала более регулярно выигрывать матчи на 10-тысячниках цикла ITF, выиграв ещё пару турниров в одиночном разряде и завоевав свой первый парный кубок. Крунич, как перспективная юниорка, достаточно быстро стала привлекаться в состав взрослой команды страны и в апреле 2009 года сыграла свой первый матч в Кубке Федерации.
В 2010 году на январском 50-тысячнике в Китае она, стартовав из квалификации, завоевала одиночный титул, переиграв в полуфинале более опытную соотечественницу Бояну Йовановски. Этот результат, в совокупности с дальнейшем титулом в мае на 25-тысячнике в Москве, позволил ей обосноваться в рейтинге в начале третьей сотни, периодически получая шанс сыграть на более крупных турнирах. Летом того же года Крунич в паре с соотечественницей Еленой Янкович добралась до полуфинала турнира WTA в Портороже, но из-за травмы Елены была вынуждена прекратить борьбу.
С 2011 года Крунич стала одной из постоянных спортсменок в заявке сборной Сербии в Кубке Федерации. В феврале она сыграла в матче Второй Мировой группы против Канады. Александра проиграла свой дебютный одиночный матч кубка Федерации 84-й ракетке мира Ребекки Марино в трёх сетах, а затем сыграла финальный парный матч с Бояной Йовановски, где они обыграли Мари-Эв Пеллетье и Шэрон Фичмен, и гарантировали Сербии матч в плей-офф за выход в Мировую группу. В апреле Сербия выиграла у Словакии со счётом 3:2 после того, как пара Крунич и Янкович обыграла пару Гантухова и Рыбарикова — 2-6, 7-5, 9-7. По ходу матча сербский дуэт приогрывал со счётом 2-6, 1-5, но сумел собраться и довести матч до победы. Сербия, таким образом, квалифицировалась в Мировую группу Кубка Федерации 2012 года.
Следующей заметный результат в 2011 году случился в мае, когда Крунич сумела выйти в полуфинал на 100-тысячнике ITF в Праге, начав турнир с квалификации. Она справилась с Марианой Дуке-Мариньо и в борьбе уступила игроку из топ-10: Петре Квитовой. Полученные на чешском турнире очки позволили ей на Уимблдоне играть квалификацию за выход на турниры серии Большого шлема. В июле Крунич квалифицировалась в Будапеште на свой первый одиночный турнир WTA и прошла там во второй раунд.
В 2012 году Крунич удалось закрепиться в топ-200 мирового рейтинга. На Открытый чемпионат Австралии Крунич не попала, проиграв Варваре Лепченко в финальном раунде квалификации. В феврале 2012 года она вошла в состав сборной Сербии на четвертьфинал Кубка Федерации против Бельгии. Она проиграла в одиночном разряде Янине Викмайер, но выиграла в парном разряде с Бояной Йовановски, добыв историческую победу для Сербии. Сербия, таким образом, три раунда подряд на пути к полуфинала побеждала со счётом 3-2 и решающее очко в парном матче завоевывала именно Крунич с разными партнёршами. В апреле Сербия смогла пройти Россию и оказалась в финале, но на этот раз Крунич сыграла уже только не решавшую судьбу полуфинала парную встречу. В 2012 году на турнирах из цикла ITF она выиграла по одному титулу и проиграла по одному финалу, как в одиночном, так и в парном разряде. Летом на турнире в Баку она вышла в первый четвертьфинал в WTA-туре.

### 2013—2015 (попадание в топ-100 и первый титул WTA в парах)

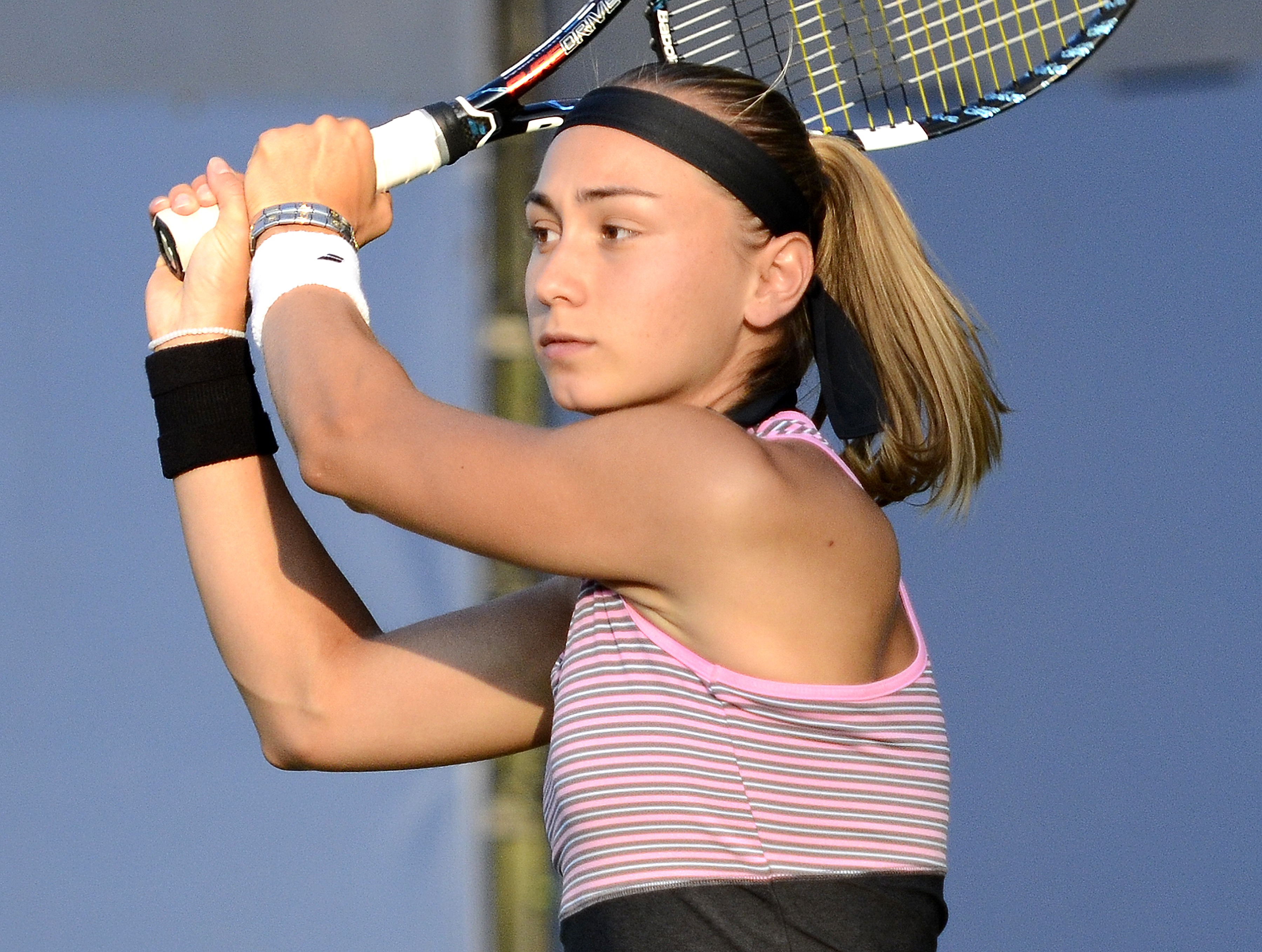
На Открытом чемпионате США 2014 года

С 2013 года наступил отрезок карьеры, когда стабильность результатов в парных соревнованиях превосходила результаты в одиночном разряде. В марте на 25-тысячнике ITF в мексиканском городе Ирапуато Крунич обыграла Ольгу Савчук за первый титул в этом году и седьмой в карьере в данном цикле, не проиграв ни одного сета за весь турнир. В отрезке сезона на грунте она сыграла четыре турнира ITF, и лучший результат был на 75-тысячнике в Трнаве, когда она вышла в полуфинал. В июле Александра добралась до первого парного финала WTA на соревнованиях в Баку вместе с гречанкой Элени Данилиду, где они проиграли в трёх сетах. В августе она, наконец-то, смогла пройти квалификацию турнира Большого шлема и выступила на Открытом чемпионате США. В первом раунде её в двух сетах обыграла теннисистка Коко Вандевеге. Через неделю после этого она играла на 50-тысячнике ITF в Трабзоне (Турция) и выиграла свои последние титулы ITF в сезоне, обыграв в финале в одиночном разряде Стефани Форетц Гакон и взяв парный приз в дуэте с Оксаной Калашниковой. Сезон Крунич закончила в топ-100 в парном рейтинге.
Первую часть сезона 2014 года Крунич провела без прорывных результатов. Весной 2014 года она добралась до полуфиналов на серии крупных турниров ITF в Чехии и Словакии. Главным достижением сезона для Крунич стало выступление на Открытом чемпионате США. Она, как и год назад, смогла успешно квалифицироваться на турнир, пройдя трёх соперниц. Это её второе попадание в основную сетку на Больших шлемах. После победы в первом раунде над Катажиной Питер Крунич затем последовательно обыграла теннисистку из топ-30 (Мэдисон Киз, а в третьем раунде оказалась сильнее № 4 в мире на тот момент и недавней чемпионки Уимблдона Петры Квитовой (6-4, 6-4). В следующем раунде Крунич в борьбе проиграла 16-й сеяной и двукратной финалистке Большого шлема в Нью-Йорке Виктории Азаренко в трёх сетах. Благодаря этой победе ей впервые было гарантировано место в топ-100 мирового рейтинга WTA. 18-кратная чемпионка Большого шлема Мартина Навратилова сказала о Крунич во время матча: «какая находка, какая спортсменка». Крунич была номинирована как «восходящая звезда месяца», но Белинда Бенчич получила на 5 % больше голосов. Также матч против Азаренко стал одним из десяти матчей, номинированных на премию «матч Большого шлема года». Результат в США позволил Крунич впервые подняться в топ-100 одиночного рейтинга. Следующее достижение произошло в сентябре на турнире в Ташкенте, где быстро проиграв в одиночном разряде Александра, вместе с Катериной Синяковой, завоевала свой дебютный парный титул на соревнованиях ассоциации. В финале они разгромили россиянок Маргариту Гаспарян и Александру Панову — 6-2, 6-1. В самом конце сезона Крунич победила на 50-тысячнике цикла ITF в Турции и вновь поднялась в топ-100.
2015 год Крунич впервые провела в статусе теннисистки из первой сотни рейтинга. На первом для себя турнире в сезоне в Шэньчжэне она смогла, преодолев квалификацию, доиграть до 1/4 финала. На Открытом чемпионате Австралии Крунич сыграла свой первый турнир Большого шлема без квалификации и проиграла в первом раунде Лорен Дэвис. В феврале и апреле Александра получила возможность стать лидером команды, когда почти все прочие лидеры национального тенниса не смогли поехать на очередную серию игр, и удачно справилась с этой задачей, вытянув команду за один год из региональной зоны во вторую Мировую группу турнира, завоевав решающие очки во всех играх. На Открытом чемпионате Франции она уступила Юлии Путинцевой в первом же раунде. На Уимблдонском турнире она дошла до третьего раунда, благодаря победам над Робертой Винчи и 19-й сеяной Сарой Эррани. В третьем раунде она проиграла американке Винус Уильямс в двух сетах.
Через неделю после завершения Уимблдона Крунич на турнире в Бухаресте вышла в четвертьфинал. Затем на следующих шести турнирах она не выиграла ни одного матча, в том числе Открытый чемпионат США (проиграла Данке Ковинич). В парном разряде в США вместе с Янкович дошла до третьего раунда, где проиграли матч за выход в 1/4 финала четвертым номерам посева Деллакква и Шведова, хотя они вели по ходу матча (6-2, 4-2) и также вели в третьем сете (4-2). В октябре на зальном турнире в Линце она выиграла, включая квалификаци, пять матчей подряд и вышла в третий четвертьфинал сезона. Крунич закончила год на 96-й строчке в рейтинге WTA.

### 2016—2018 (топ-40 и первый одиночный титул WTA)

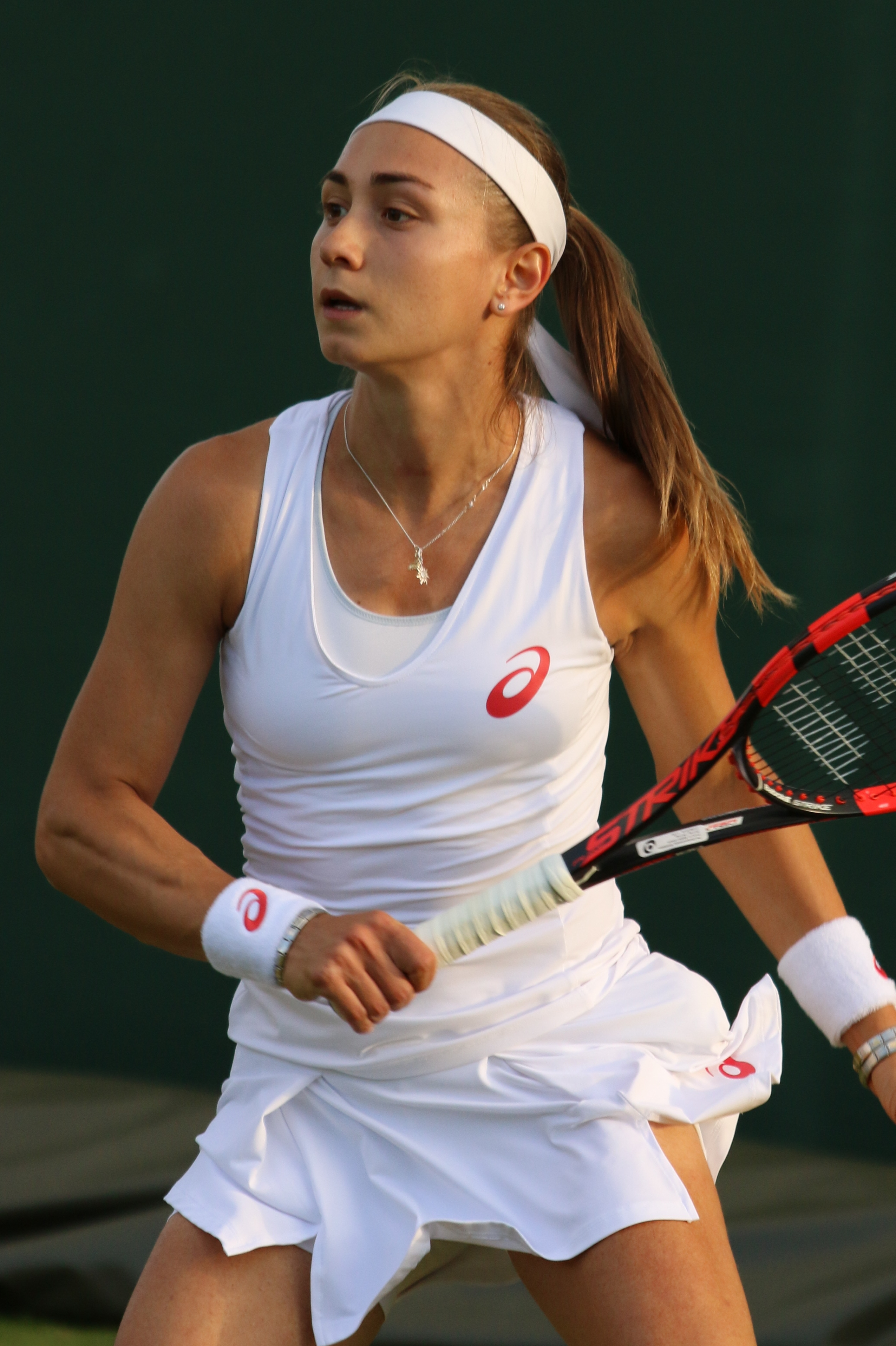
на Уимблдоне 2016 года

Старт сезона 2016 года получился для Крунич неудачным, а в феврале она сделала паузу в выступлениях из-за операции по удалению доброкачественной опухоли щитовидной железы. После возвращения она хорошо проявила себя в конце апреля на турнире в Рабате, где прошла в четвертьфинал в одиночном разряде, отобравшись изначально через квалификацию, а в парах смогла стать победительницей, разделив свой успех с Ксенией Кнолль из Швейцарии. В июне Крунич успешно прошла квалификацию на Уимблдонский турнир, но в основной сетке вылетела, проиграв в первом же матче Монике Никулеску из Румынии. Летом она впервые сыграла на Олимпийских играх, которые проходили в Рио-де-Жанейро, однако не смогла преодолеть первый раунд в одиночках и парах (с Янкович). На Открытый чемпионат США она, так же, как и на Уимблдоне, смогла успешно преодолеть квалификацию, но вновь вылетела из основной сетки в первом раунде, на этот раз её обидчицей стала теннисистка Николь Гиббс.
Начала сезон 2017 года Крунич с поражений в стартовых раундах. В апреле она впервые в сезоне смогла достичь четвертьфинала на турнире в Боготе, где проиграла в трёх сетах Ларе Арруабаррене. После вылета в финале квалификации на Ролан Гаррос, Крунич сыграла на турнире младшей серии WTA 125 в Боле, (Хорватия) и смогла стать чемпионкой, обыграв в финале румынку Александру Каданцу. На следующем для себя 100-тысячнике ITF в Манчестере дошла до финала, но проиграла казахстанской теннисистке Зарине Дияс. На Открытом чемпионате США дошла до третьего раунда, проиграв Юлии Гёргес в двух сетах. В первом раунде Крунич обыграла № 7 в мире Йоханну Конту. В сентябре сербская теннисистка вышла в первый финал в WTA-туре в одиночном разряде. Произошло это на турнире в Гуанчжоу, где в борьбе за титул она проиграла местной теннисистке Чжан Шуай — 2-6, 6-3, 2-6.
Сезон 2018 года Крунич начала с выхода в четвертьфинал турнира в Брисбене. Следующим заметным результатом стал выход в полуфинал грунтового турнира в Рабате в мае. В июне Александра выиграла дебютный одиночный титул WTA, став победительницей турнира на траве в Хертогенбосе и обыграв в финале бельгийку Кирстен Флипкенс, а до этого в полуфинале американку Коко Вандевеге. После этого успеха она поднялась на самую высокую в карьере — 39-ю позицию в рейтинге WTA. На Открытом чемпионате США она дошла до третьего круга, но проиграла американке Мэдисон Киз.

### 2019—2021

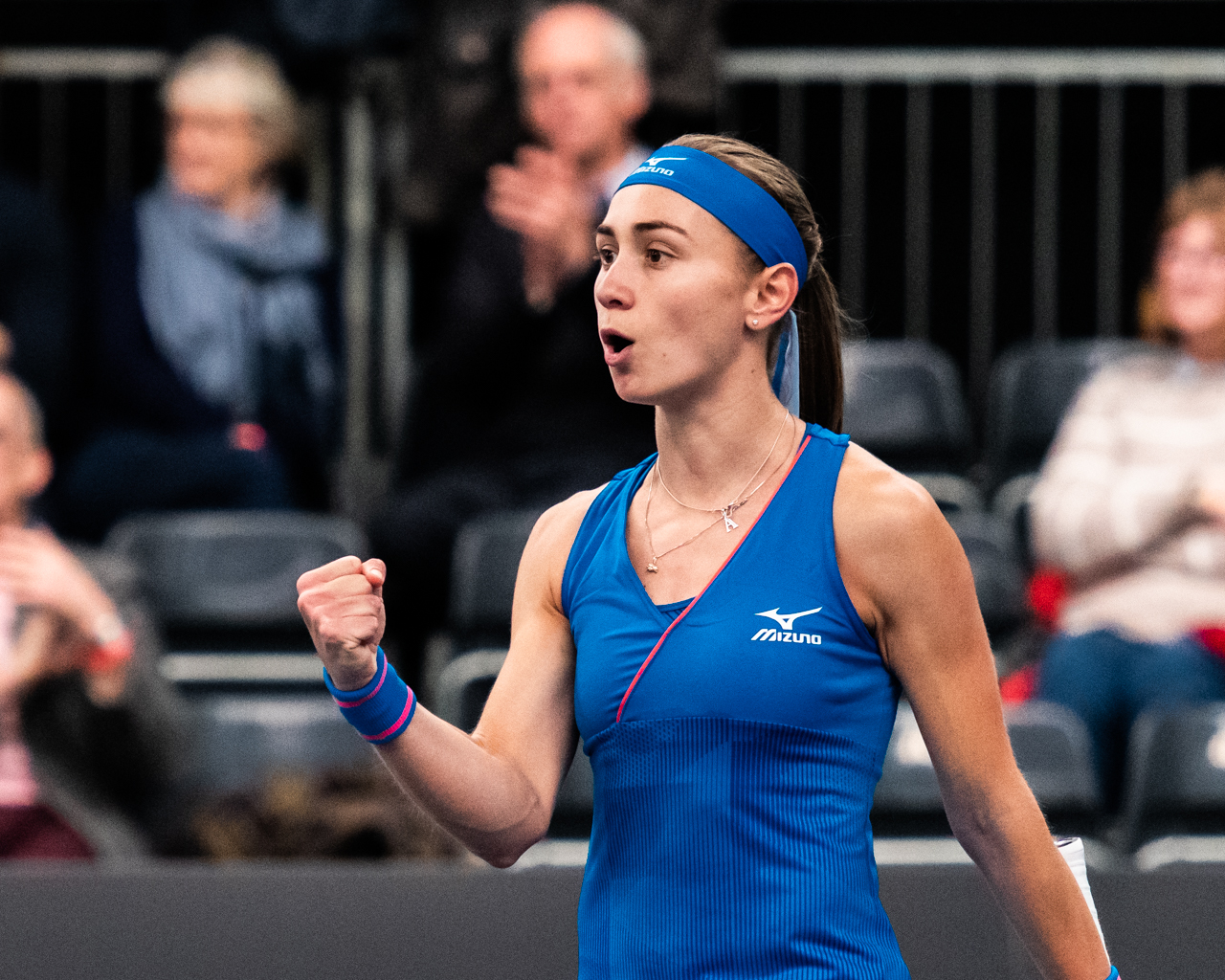
Крунич в 2019 году

На старте 2019 года Крунич в партнёрстве с Катериной Синяковой выиграла парный приз турнира в Сиднее. На Открытом чемпионате Австралии в первом раунде переиграла Зарину Дияс в трёх сетах, а во втором раунде проиграла китаянке Ван Цян в двух сетах. Также до второго раунда она доиграла и на Ролан Гаррос. В июне в Хертогенбосе удалось выиграть парный титул в команде с Сюко Аояма из Японии. В июле на турнире младшей серии WTA 125 в Бостаде (Швеция) она дошла до полуфинала, в котором проиграла японке Мисаки Дои со счётом 1-6, 5-7. На Открытом чемпионате США Крунич проиграла в первом раунде латвийке Елене Остапенко в двух сетах. Неровная игра по ходу сезона не позволила сербской теннисистке остаться в топ-100 под конец года.
В неполный сезон 2020 года лучшим достижением Крунич стал выигрыш парного приза на 100-тысячнике цикла ITF в Каире в альянсе с Катажиной Питер. На Открытом чемпионате Австралии 2021 года она впервые доиграла до четвертьфинала Большого шлема в парных соревнованиях в партнёрстве с Мартиной Тревизан. В мае на домашнем турнире в Белграде она выиграла парный титул в команде с Ниной Стоянович. На Ролан Гаррос она впервые за два сезона смогла преодолеть квалификацию Большого шлема, однако проиграла в первом же раунде Кори Гауфф. Уимблдонский турнир принёс Крунич выход в четвертьфинал в женской паре совместно со Стоянович. Но на Олимпийских играх в Токио их пара проиграла в первом раунде. В начале августа Крунич смогла проявить себя в одиночном разряде, пройдя из квалификации в полуфинал турнира в Клуж-Напоке. Осенью, также преодолев квалификационный отбор, она доиграла до 1/4 финала на турнире в Нур-Султане. Также в этот период в дуэте с Лесли Паттинамой Керкхове она дважды сыграла в парных финалах WTA (в Портороже и Клуж-Напоке).

## Итоговое место в рейтинге WTA по годам
| Год  | Одиночный рейтинг | Парный рейтинг |
| 2024 | 287               | 67             |
| 2023 | 689               | 873            |
| 2022 | 101               | 54             |
| 2021 | 137               | 46             |
| 2020 | 236               | 64             |
| 2019 | 165               | 38             |
| 2018 | 57                | 66             |
| 2017 | 55                | 76             |
| 2016 | 147               | 47             |
| 2015 | 96                | 94             |
| 2014 | 101               | 91             |
| 2013 | 145               | 97             |
| 2012 | 168               | 345            |
| 2011 | 226               | 613            |
| 2010 | 224               | 363            |
| 2009 | 632               | 752            |

## Выступления на турнирах

### Финалы турнировWTAв одиночном разряде (3)

#### Победа (1)
| Легенда:                      |
| ----------------------------- |
| Турниры Большого шлема (0)*   |
| Олимпиада (0)                 |
| Итоговый турнир WTA (0)       |
| Premier 5 / WTA 1000 (0)      |
| Premier / WTA 500 (0+2)       |
| International / WTA 250 (1+5) |

| Титулы по покрытиям | Титулы по месту проведения матчей турнира |
| ------------------- | ----------------------------------------- |
| Хард (0+2)*         | Зал (0+1)                                 |
| Грунт (0+3)         | Зал (0+1)                                 |
| Трава (1+2)         | Открытый воздух (1+6)                     |
| Ковёр (0)           | Открытый воздух (1+6)                     |

* количество побед в одиночном разряде + количество побед в парном разряде.
| №  | Дата         | Турнир                  | Покрытие | Соперница в финале | Счёт           |
| 1. | 17 июня 2018 | Хертогенбос, Нидерланды | Трава    | Кирстен Флипкенс   | 6-7(0) 7-5 6-1 |

#### Поражения (2)
| №  | Дата             | Турнир            | Покрытие | Соперница в финале | Счёт        |
| 1. | 23 сентября 2017 | Гуанчжоу, Китай   | Хард     | Чжан Шуай          | 2-6 6-3 2-6 |
| 2. | 17 июля 2022     | Будапешт, Венгрия | Грунт    | Бернарда Пера      | 3-6 3-6     |

### Финалы турнировWTA 125иITFв одиночном разряде (14)

#### Победы (10)
| Легенда:                    |
| --------------------------- |
| WTA 125 (1)*                |
| 100.000 USD (0+2)           |
| 80.000 (75.000)** USD (0)   |
| 60.000 (50.000)** USD (3+2) |
| 25.000 USD (3+3)            |
| 15.000 (10.000)** USD (3+1) |

** призовой фонд до 2017 года
| Титулы по покрытиям | Титулы по месту проведения матчей турнира |
| ------------------- | ----------------------------------------- |
| Хард (4+3)*         | Зал (1)                                   |
| Грунт (6+4)         | Зал (1)                                   |
| Трава (0+1)         | Открытый воздух (9+8)                     |
| Ковёр (0)           | Открытый воздух (9+8)                     |

* количество побед в одиночном разряде + количество побед в парном разряде.
| №   | Дата            | Турнир                 | Покрытие   | Соперница в финале   | Счёт            |
| 1.  | 6 июля 2008     | Прокупле, Сербия       | Грунт      | Таня Германлиева     | 6-4 6-1         |
| 2.  | 29 августа 2009 | Веленье, Словения      | Грунт      | Ника Ожегович        | 6-3 6-1         |
| 3.  | 18 октября 2009 | Дубровник, Хорватия    | Грунт      | Карин Моргошова      | 6-0 6-3         |
| 4.  | 10 января 2010  | Цюаньчжоу, Китай       | Хард       | Чжоу Имяо            | 6-3 7-5         |
| 5.  | 23 мая 2010     | Москва, Россия         | Грунт      | Наталья Рыжонкова    | 6-4 4-6 6-2     |
| 6.  | 24 июня 2012    | Ленцерхайде, Швейцария | Грунт      | Чичи Шоль            | 6-3 6-3         |
| 7.  | 10 марта 2013   | Ирапуато, Мексика      | Хард       | Ольга Савчук         | 7-6(4) 6-4      |
| 8.  | 8 сентября 2013 | Трабзон, Турция        | Хард       | Стефани Форетц Гакон | 1-6 6-4 6-3     |
| 9.  | 21 декабря 2014 | Анкара, Турция         | Хард (зал) | Акгуль Аманмурадова  | 3-6 6-2 7-6(6)  |
| 10. | 11 июня 2017    | Бол, Хорватия          | Грунт      | Александра Каданцу   | 6-3 3-0 — отказ |

#### Поражения (4)
| №  | Дата         | Турнир                    | Покрытие | Соперница в финале | Счёт       |
| 1. | 12 июля 2009 | Прокупле, Сербия          | Грунт    | Далия Зафирова     | 3-6 6-7(3) |
| 2. | 20 мая 2012  | Казерта, Италия           | Грунт    | Бьянка Ботто       | 1-6 0-6    |
| 3. | 18 июня 2017 | Манчестер, Великобритания | Трава    | Зарина Дияс        | 4-6 4-6    |
| 4. | 20 июня 2021 | Доксы, Чехия              | Грунт    | Чжэн Циньвэнь      | 6-7(5) 3-6 |

### Финалы турниров Большого шлема в парном разряде (1)

#### Поражение (1)
| №  | Год  | Турнир                     | Покрытие | Партнёрша     | Соперницы в финале         | Счёт        |
| 1. | 2025 | Открытый чемпионат Франции | Грунт    | Анна Данилина | Жасмин Паолини Сара Эррани | 4-6 6-2 1-6 |

### Финалы турнировWTAв парном разряде (14)

#### Победы (7)
| №  | Дата             | Турнир                  | Покрытие    | Партнёрша          | Соперницы в финале                   | Счёт       |
| 1. | 13 сентября 2014 | Ташкент, Узбекистан     | Хард        | Катерина Синякова  | Маргарита Гаспарян Александра Панова | 6-2 6-1    |
| 2. | 29 апреля 2016   | Рабат, Марокко          | Грунт       | Ксения Кнолль      | Татьяна Мария Ралука Олару           | 6-3 6-0    |
| 3. | 12 января 2019   | Сидней, Австралия       | Хард        | Катерина Синякова  | Алиция Росольская Эри Ходзуми        | 6-1 7-6(3) |
| 4. | 16 июня 2019     | Хертогенбос, Нидерланды | Трава       | Сюко Аояма         | Лесли Керкхове Бибиана Схофс         | 7-5 6-3    |
| 5. | 22 мая 2021      | Белград, Сербия         | Грунт       | Нина Стоянович     | Алисон ван Эйтванк Грет Миннен       | 6-0 6-2    |
| 6. | 25 июня 2022     | Истборн, Великобритания | Трава       | Магда Линетт       | Людмила Киченок Елена Остапенко      | Без игры   |
| 7. | 20 апреля 2025   | Руан, Франция           | Грунт (зал) | Сабрина Сантамария | Линда Носкова Ирина Хромачева        | 6-0 6-4    |

#### Поражения (7)
| №  | Дата             | Турнир                     | Покрытие   | Партнёрша                | Соперницы в финале                  | Счёт              |
| 1. | 28 июля 2013     | Баку, Азербайджан          | Хард       | Элени Данилиду           | Ирина Бурячок Оксана Калашникова    | 6-4 6-7(3) [4-10] |
| 2. | 11 июня 2016     | Хертогенбос, Нидерланды    | Трава      | Ксения Кнолль            | Оксана Калашникова Ярослава Шведова | 1-6 1-6           |
| 3. | 19 сентября 2021 | Порторож, Словения         | Хард       | Лесли Паттинама Керкхове | Анна Калинская Тереза Михаликова    | 6-4 2-6 [10-12]   |
| 4. | 31 октября 2021  | Клуж-Напока, Румыния       | Хард (зал) | Лесли Паттинама Керкхове | Ирина Бара Екатерина Горгодзе       | 6-4 1-6 [9-11]    |
| 5. | 28 августа 2022  | Кливленд, США              | Хард       | Анна Данилина            | Николь Мелихар-Мартинес Эллен Перес | 5-7 3-6           |
| 6. | 5 января 2025    | Окленд, Новая Зеландия     | Хард       | Сабрина Сантамария       | У Фансянь Цзян Синьюй               | 3-6 4-6           |
| 7. | 8 июня 2025      | Открытый чемпионат Франции | Грунт      | Анна Данилина            | Жасмин Паолини Сара Эррани          | 4-6 6-2 1-6       |

### Финалы турнировWTA 125иITFв парном разряде (21)

#### Победы (8)
| №  | Дата             | Турнир                   | Покрытие | Партнёрша          | Соперницы в финале                            | Счёт           |
| 1. | 11 июля 2009     | Прокупле, Сербия         | Грунт    | Эма Полич          | Александра Йосифоска Кристина-Мадалина Станку | 6-2 7-6(3)     |
| 2. | 24 июня 2012     | Ленцерхайде, Швейцария   | Грунт    | Ана Врлич          | Ксения Лыкина Изабелла Шиникова               | 6-2 6-4        |
| 3. | 28 апреля 2013   | Тунис, Тунис             | Грунт    | Катажина Питер     | Евгения Пашкова Река-Луца Яни                 | 6-2 3-6 [10-7] |
| 4. | 11 августа 2013  | Измир, Турция            | Хард     | Катажина Питер     | Кристи Бокс Абигейл Гатри                     | 6-2 6-2        |
| 5. | 14 сентября 2013 | Трабзон, Турция          | Хард     | Оксана Калашникова | Ани Амирагян Далила Якупович                  | 6-2 6-1        |
| 6. | 27 июля 2014     | Собота, Польша           | Грунт    | Барбора Крейчикова | Анастасия Васильева Марина Заневская          | 3-6 6-0 [10-6] |
| 7. | 14 февраля 2020  | Каир, Египет             | Хард     | Катажина Питер     | Аранча Рус Маяр Шериф                         | 6-4 6-2        |
| 8. | 9 июня 2024      | Сербитон, Великобритания | Трава    | Эмина Бектас       | Сара Бет Грей Тара Мур                        | 6-1 6-1        |

#### Поражения (13)
| №   | Дата            | Турнир                 | Покрытие    | Партнёрша          | Соперницы в финале                    | Счёт                   |
| 1.  | 22 мая 2010     | Москва, Россия         | Грунт       | Марина Шамайко     | Анна Арина Маренко Екатерина Яковлева | 2-6 2-6                |
| 2.  | 20 мая 2012     | Казерта, Италия        | Грунт       | Виктория Голубич   | Катажина Питер Романа Каролина Табак  | 2-6 3-6                |
| 3.  | 10 марта 2013   | Ирапуато, Мексика      | Хард        | Амра Садикович     | Алла Кудрявцева Ольга Савчук          | 6-4 2-6 [6-10]         |
| 4.  | 20 декабря 2013 | Анкара, Турция         | Хард (зал)  | Элени Данилиду     | Юлия Бейгельзимер Чагла Бююкакчай     | 3-6 3-6                |
| 5.  | 23 февраля 2014 | Кройцлинген, Швейцария | Ковёр (зал) | Амра Садикович     | Ева Бирнерова Михаэлла Крайчек        | 1-6 6-4 [6-10]         |
| 6.  | 27 апреля 2014  | Стамбул, Турция        | Хард        | Михаэлла Крайчек   | Петра Крейсова Тереза Смиткова        | 6-1 6-7(2) [9-11]      |
| 7.  | 20 июля 2014    | Оломоуц, Чехия         | Грунт       | Барбора Крейчикова | Рената Ворачова Петра Цетковская      | 2-6 6-4 [7-10]         |
| 8.  | 9 мая 2015      | Трнава, Словакия       | Грунт       | Петра Мартич       | Юлия Бейгельзимер Маргарита Гаспарян  | 3-6 2-6                |
| 9.  | 8 мая 2016      | Кань-сюр-Мер, Франция  | Грунт       | Ксения Кнолль      | Андрея Миту Деми Схюрс                | 4-6 5-7                |
| 10. | 14 июля 2017    | Будапешт, Венгрия      | Грунт       | Нина Стоянович     | Мариана Дуке Мариньо Мария Иригойен   | 6-7(3) 5-7             |
| 11. | 5 июня 2022     | Макарска, Хорватия     | Грунт       | Ольга Данилович    | Тена Лукас Далила Якупович            | 7-5 2-6 [5-10]         |
| 12. | 28 апреля 2024  | Токио, Япония          | Хард        | Арина Родионова    | Кимберли Биррелл Чан Су Джон          | 5-7 6-3 [8-10]         |
| 13. | 27 апреля 2025  | Оэйраш, Португалия     | Грунт       | Сабрина Сантамария | Матильда Жорже Франсиска Жорже        | 7-6(7) 1-6 0-1 — отказ |

### Финалы командных турниров (1)

#### Поражение (1)
| №  | Год  | Турнир          | Команда                    | Соперник в финале          | Счёт |
| -- | ---- | --------------- | -------------------------- | -------------------------- | ---- |
| 1. | 2012 | Кубок Федерации | Сербия Не играла в финале. | Чехия Шафаржова, П.Квитова | 1-3  |